# Euxoa achor
Euxoa achor là một loài bướm đêm trong họ Noctuidae.